# Quisca
Quisca (in sloveno Kojsko, in passato Kviško; in friulano Cuische) è un paese della Slovenia, frazione del comune di Collio. La località è situata nella parte centrale del Collio sloveno a 269,3 metri s.l.m. ed a 3,0 chilometri dal confine italiano. L'insediamento (naselja) è anche costituito dall'agglomerato di Stegaršče.
Sopra il paese si erge maestosa la chiesa di Santa Croce (Sv. Križ na Taboru) su di un'altura, di 288 m, detta Tabor. Il campanile della chiesa gotica ha delle merlature un po' insolite che lo fanno sembrare più simile a una fortezza. Le merlature sono però una caratteristica architettonica del Collio sloveno, a ricordare che un tempo in tutto il suo territorio vi erano dei paesi fortificati, o Tabori, che avevano la funzione di proteggere la gente dalle orde turche. 
La strada che conduce alla chiesa è accompagnata da tabernacoli della Via Crucis, che rivivono ogni anno in occasione della processione il giorno della Santa Croce. A pochi passi dalla chiesa si trovava anche una lastra commemorativa ad indicare il punto da dove Vittorio Emanuele III osservava il vicino settore del Fronte dell'Isonzo. La lastra è attualmente custodita presso il museo del Goriziano (Goriški muzej). La chiesa parrocchiale di Quisca è invece dedicata a Santa Maria Assunta.
Sotto il dominio asburgico Quisca, fu frazione del comune catastale di San Martino. In seguito nel corso del XIX secolo divenne co-capoluogo del comune di San Martino-Quisca (Sveti Martin-Kviško). Nel 1920 il centro abitato venne annesso all'Italia come tutta la Venezia Giulia in seguito al Trattato di Rapallo. A livello amministrativo continuò ad esistere il comune di San Martino-Quisca (Sveti Martin-Kojsko), inquadrato dapprima nella Provincia del Friuli, e in seguito nella Provincia di Gorizia.
Nel 1947 l'insediamento passò alla Jugoslavia in seguito al Trattato di Parigi. Dal 1991 fa parte della Slovenia come frazione del comune del Collio.

## Corsi d'acqua
torrente Versa (Birša).